# Saint-Jean-en-Royans
Saint-Jean-en-Royans è un comune francese di 3 113 abitanti situato nel dipartimento della Drôme della regione dell'Alvernia-Rodano-Alpi.

## Società

### Evoluzione demografica
Abitanti censiti